# Na jastuku za dvoje
"Na jastuku za dvoje" (tradução português: "Num travesseiro para dois") foi a canção que representou a Bósnia e Herzegovina no Festival Eurovisão da Canção 2002 em Tallinn, capital da Estónia, a 25 de maio desse ano.
A referida canção foi interpretada em sérvio e em inglês por Maja Tatić. A canção surge em várias fontes (como o Diggilloo Thrush) como Fairytales About Love, contudo esse é o título da versão em inglês e não aquela que foi interpretada na noite do festival. Na noite do evento Maja vestiu um casaco azul-marinho e umas calças. Foi a décima-quinta canção a ser interpretada na noite do festival, a seguir à canção da Dinamarca "Tell Me Who You Are", interpretada por Malene, e antes da canção da Bélgica "Sister", cantada por Sergio & The Ladies. Terminou a competição em décimo-terceiro lugar (entre 24 participantes), tendo recebido um total de 33 pontos. No ano seguinte, em 2003, a Bósnia e Herzegovina foi representada por Mija Martina que interpretou a canção "Ne brini"

## Autores
- Letrista: Ružica Čavić
- Compositor: Dragan Mijatović

## Letra
A canção fala-nos dos sentimentos de uma mulher que passou uma noite a descansar.

## Outras versões
- "Na jastuku za dvoje" (exclusivamente em sérvio)
- "Fairytales about love (excluivamente em inglês)
- versão instrumental, em que os sintetizadores substituem a voz [3:00]